# Hideo Azuma
Hideo Azuma (吾妻 ひでお?, Azuma Hideo; Urahoro, 6 febbraio 1950 – Tokyo, 13 ottobre 2019) è stato un fumettista giapponese, conosciuto in Italia per essere l'autore dei manga Pollon e Nanako SOS.

## Biografia
Specializzato anche in manga lolicon, i suoi lavori sono apparsi in varie riviste giapponesi, quali Weekly Shōnen Champion. Trasferitosi a Tokyo come assistente del mangaka Rentaro Itai, debutta poi nel 1969 e da allora ha realizzato molte opere a fumetti soprattutto di genere nonsense, sci-fi e sexy, come Futari to Gonin (Due ragazzi e cinque vicine di casa), Yakekuso tenshi (Un angelo disperato), Parallel kyoshitsu (La pazza aula parallela), Methyl-Metaphysik, Fujôri Nikki (Diario assurdo) che nel 1979 vince il premio Seiun come miglior manga di fantascienza, un riconoscimento molto importante che segna in maniera rilevante la sua carriera. Nella seconda metà degli anni ottanta e negli anni novanta, dopo aver iniziato ad avere seri problemi di alcolismo, è scomparso due volte per periodi di diversi mesi fino a più di un anno, abbandonando i suoi lavori e la famiglia, facendo una vita da senzatetto, e ha tentato almeno una volta il suicidio. Dopo aver ripreso in mano la sua vita ed essere passato attraverso un trattamento di riabilitazione per alcolisti ha disegnato questa storia in una delle sue opere più premiate, Il Diario della mia Scomparsa.

### Morte
Azuma è deceduto a 69 anni il 13 ottobre 2019 a causa di un cancro all'esofago; la famiglia ha svolto funzioni private e la notizia della morte è stata diffusa solo alcuni giorni dopo.